# 平衡熱力学
平衡熱力学（へいこうねつりきがく、英: Equilibrium Thermodynamics）は、熱力学的平衡の観点から系における物質やエネルギーの変換を体系化する物理学の一分野である。平衡という言葉は、静的な状態が保たれていることを意味する。平衡熱力学はカルノーサイクルを分析することから始まった。熱機関について考えると、初めは内部が熱平衡にあるシリンダーに封入された気体が加熱されてバランスを崩され、いくつかの段階を経て最終的に再び熱平衡に至り、仕事が引き出されることがわかる。
平衡状態では熱力学ポテンシャルあるいは系の駆動力が平衡熱力学の主な目的は系において熱平衡にある初期状態がしっかり定義されているとき、その条件を正確に記述し、計算し、熱力学的操作によって条件が変わった後に到達した新たな平衡がどんな状態であるかを記すことである。平衡状態は熱力学関数の最大値及び最小値（これらは系に加えられた条件に依存する）を探すことで、数学的に確かめられる。例えば、定温定圧での化学反応では平衡時にギブズの自由エネルギー（英語版）は最小に、エントロピーは最大になる。
熱力学は非平衡熱力学（英語版）とは以下の点で異なっている。後者は調べる系の状態が均一ではなく、拡散によってエネルギーやエントロピー、温度が場所によって変わり、分布が勾配になっている。対して平衡熱力学では、系の状態は常に一様であり、温度や圧力、体積などが巨視的に決められる。系の変化は最初の平衡状態と最後の平衡状態の差で求められる。このような変化を熱力学過程と呼ぶ。
ルピナー幾何学は情報幾何学の一種で、熱力学の研究に用いられる。ルピナー幾何学では、熱力学における系はリーマン幾何学で記述でき、そのモデルから統計的性質を導くことができるとしている。この幾何学モデルは平衡状態が二次元平面上の2点で表され、2点間の距離は熱ゆらぎと関連があるという考え方に基づいている。